# Osvaldo Mulenessa
Osvaldo Mulenessa (3. veljače 1986.) je angolski rukometaš. Nastupa za angolski C.D. Primeiro de Agosto i angolsku reprezentaciju.
Natjecao se na Svjetskom prvenstvu u Francuskoj 2017., gdje je reprezentacija Angole završila na 24. mjestu.
S reprezentacijom je osvojio brončanu medalju na afričkom prvenatvu u  Egiptu 2016.